# نادر غبیشاوي
نادر غبیشاوي (بالفارسية: نادر غبیشاوی) هو مدرب كرة قدم إيراني وحارس مرمى سابق من مواليد 19 سبتمبر 1975، يعمل حاليًا كمدرب حراس مرمى مع نادي فولاد خوزستان.